# إيريز ليبرمان آيدن
إيريز ليبرمان آيدن (ولد سنة 1980). عالم أبحاث أمريكي نشط في مجالات متعددة تتعلق بالرياضيات التطبيقية. عمل أستاذًا مساعدًا في كلية بايلور للطب، وزميلًا سابقًا في جمعية هارفارد للباحثين، وعضوًا زائرًا في شركة غوغل. هو أستاذ مساعد في علوم الحاسوب في جامعة رايس. مستخدمًا أساليب رياضية وحسابية، درس التطور في سياقات مختلفة، تضمنت الشبكات من خلال نظرية الرسم البياني التطوري واللغات في مجال الدراسة الرقمية الثقافية. نشر مقالات علمية في تخصصات متنوعة.
فاز ليبرمان أيدن بجوائز شملت جائزة ليمسون - معهد ماساتشوستس للتكنولوجيا للطلاب، وجائزة جمعية الفيزياء الأمريكية لبحثه المتميز في أطروحة الفيزياء البيولوجية. في عام 2009، سمي ليبرمان بين أفضل 35 مبتكرًا دون سن الخامسة والثلاثين من قبل مجلة تيكنولوجي ريفيو، وفي عام 2011، كان واحدًا من الفائزين بجائزة الرئاسة عن بداية الحياة المهنية للعلماء والمهندسين.

## نشأته وتعليمه
نشأ ليبرمان في بروكلين إلى جانب ثلاثة أخوة. بدأ تعلم البرمجة الحاسوبية في سن السابعة. كان والده، أهارون ليبرمان، مقاولًا في مجال التكنولوجيا وامتلك مصنعًا في نيو جيرسي. تحدث ليبرمان آيدن العبرية والهنغارية منذ طفولته، وكانت الإنجليزية لغته الثالثة.
درس ليبرمان آيدن الرياضيات والفيزياء والفلسفة في جامعة برينستون، وحصل على درجة الماجستير في التاريخ من جامعة يشيفا. شرع في إكمال شهادة الدكتوراه المشتركة في الرياضيات والهندسة الحيوية في قسم العلوم الصحية والتكنولوجيا بجامعة هارفارد ومعهد ماساتشوستس للتكنولوجيا، حيث أشرف عليه كل من إريك لاندر ومارتن نواك.

## مسيرته

### الجوائز والتقديرات
في عام 2008، منح ليبرمان إيدن جائزة ليمسون - معهد ماساتشوستس للتكنولوجيا للطلاب عن عمله في اختراع «آي شو»، الذي هدف إلى مساعدة كبار السن الذين يعانون من مشاكل في التوازن بما يمنع سقوطهم وتعرضهم للأذى. في العام التالي، أدرج اختراع «آي شو» كواحد من «20 كشفًا جديدًا في التكنولوجيا الحيوية التي ستغير الطب» حسب مجلة بوبيولار ميكانيكس. بعد عام، سمي بين أفضل 35 مبتكرًا دون سن الخامسة والثلاثين من قبل مجلة تيكنولوجي ريفيو.
في عام 2010، منحت الجمعية الفيزيائية الأمريكية ليبرمان آيدن جائزة أفضل بحث في أطروحة الدكتوراه في الفيزياء البيولوجية لأطروحته المعنونة «التطور ونشوء البنية». حصلت أطروحة الدكتوراه التي قدمها على جائزة هيرتز. أيضًا، حصل ليبرمان آيدن على جائزة المبتكر الجديد من مدير المعاهد الوطنية للصحة، وسمي، إلى جانب 95 باحثًا أمريكيًا آخر، حائزًا على جائزة الرئاسة عن بداية الحياة المهنية للعلماء والمهندسين.

## حياته الشخصية
تزوج إيريز ليبرمان من أفيفا بريسر سنة 2005؛ بعد الزواج، ألحق كل من الزوجين اسم «آيدن» إلى كنيتيهما، أي عدن بالعبرانية، وباللغة الغالية، النار الصغيرة. لديهما ابن يدعى غابرييل غاليليو، وابنة تدعى مايان أمارا، وصبي آخر يدعى جودا أفراهام. بعيدًا عن اهتماماته العلمية، شارك ليبرمان آيدن عملًا متعلقًا بالفن الحديث مع نيكولاس كان وريتشارد سيلسنيك، عرض ضمن صالات في الولايات المتحدة وأوروبا.